# Елисвил (Илиноис)
Елисвил (енгл. Ellisville) град је у америчкој савезној држави Илиноис.

## Демографија
По попису из 2010. године број становника је 96, што је 9 (10,3%) становника више него 2000. године.
| Група             | 2000.       | 2010.      |
| Белци             | 87 (100,0%) | 95 (99,0%) |
| Афроамериканци    | 0 (0,0%)    | 0 (0,0%)   |
| Азијати           | 0 (0,0%)    | 0 (0,0%)   |
| Хиспаноамериканци | 0 (0,0%)    | 1 (1,0%)   |
| Укупно            | 87          | 96         |